# Partidos socialistas da Alemanha
Os partidos de tendência socialista e comunista na Alemanha sofreram diversas cisões e fusões entre si, originando novos partidos e blocos significativos.
- KAPD: Partido Comunista Operário da Alemanha (comunista conselhista). Liderado por Herman Gorter, nasceu como cisão do KPD. Dividiu-se em 1922 em duas fações: Berlim e Essen. Ambas foram dissolvidas pelo nazismo.
- KPD: Partido Comunista da Alemanha. Foi criado pela Liga Espartaquista a partir do SPD e pelos internacionalistas do IKD. Sofreu uma cisão, da que surgiu o KAPD. O grupo que permaneceu integrou-se novamente ao SPD após a Segunda Guerra Mundial, formando o SED
- PDS: Partido do Socialismo Democrático da Alemanha. Foi o partido herdeiro do SED após a queda do muro de Berlim em 1990. Ainda que perdeu arredor de 95% da sua militância naquele momento, o PDS conseguiu manter representação no Bundestag em todas as eleições até 2005, quando forma o partido Die Linke em coligação com a Alternativa Eleitoral para o Trabalho e a Justiça Social (WASG).
- SAPD: Partido Socialista Operário da Alemanha. Foi um partido formado em 1920 por uma cisão interna do USPD, membros dissidentes do KPD e por uma parte do KPD-O. O partido foi ilegalizado em 1933 e continuou a trabalhar na clandestinidade até a sua dissolução no fim da Segunda Guerra Mundial.
- SED: Partido Socialista Unificado da Alemanha. Foi o resultado da união do KPD e o SPD na zona soviética da Alemanha após a Segunda Guerra Mundial. Governou a República Democrática da Alemanha entre 1949 e 1990. Após a queda do Muro de Berlim e da RDA, o Partido mudou o seu nome pelo de Partido do Socialismo Democrático (PDS) e perdeu o 95% da sua militância. Em 2005 rebatizou-se novamente como Die Linke (DL).
- SPD: Partido Social-Democrata da Alemanha. É o partido social-democrata alemão. Governou em diversos períodos, o último sob liderança de Gerhard Schröder. Sofreu diversas cisões ao longo da sua história, das quais saíram uma importante parte dos partidos da esquerda alemã.
- USPD: Partido Social-Democrata Independente da Alemanha. Formou-se como cisão de um grupo de deputados do SPD que, liderados por Hugo Hasse, se opuseram a seguir aprovando novos créditos de guerra durante a Primeira Guerra Mundial. Ao USPD incorporaram-se também membros da Liga Espartaquista, mas mantendo uma certa autonomia. Em 1920, sofreu uma cisão interna que fez com que um numeroso grupo se fusionasse com o KPD, dando origem ao SAPD. O grupo que manteve o nome de USPD e que era mais moderado terminou reintegrando-se ao SPD em 1922. Finalmente, uma minoria liderada por Georg Ledebour e Theodor Liebknecht que recusou essa reunificação com o SPD manteve o partido até 1931, quando terminou integrando-se no SAPD
- VKPD: Partido Comunista Unido da Alemanha. Foi um partido formado pela unificação do KPD e uma cisão comunista do USPD.
- VSPD:Partido Social-Democrata Unido da Alemanha. Foi o nome que tomou a reunificação do SPD com os membros moderados do USPD em 1922. Em 1924, o nome Partido Social-Democrata da Alemanha (SPD) foi recuperado.